# ツユムシ
ツユムシ（露虫、Phaneroptera falcata）は、バッタ目キリギリス科の昆虫。
和名は弱々しい外見から付いたと思われる(草の葉につく露を飲んで生きているから華奢なのであろうという解釈)。

## 形態
体長（頭部より羽先まで）29-38 mm前後。全身鮮やかな緑。
頭は小さく、顎もとても細くて短く、一見すると三角形を呈し肉食性と思われがちだが完全な草食性である。細長い脚が弱々しい外見に拍車を掛けており、実際に採集も容易である。
羽は細長く、特に後ろ羽は半分近くが前羽から飛び出ている。産卵管は非常に短く腹部の半分ほどで、小鎌の刃のような形をしている。

## 生態
北海道から九州、対馬、台湾に分布。
草原性で、明るい草原に普通。在来種、帰化種問わず食草が有れば生息可能でツユムシ類中セスジツユムシと並ぶ普通種になる。
キク科のヨモギ、セイタカアワダチソウ、マメ科のハギ、アカツメクサを好んで喰い、これら植物上に常駐している。
後ろ足が細長く、跳躍力があまりない為か、外敵が近づいても他の直翅昆虫ほどすぐには跳ねずに、じっとしてやり過ごそうとする傾向が強い。しかし危険を感じれば身軽さを生かして飛んで逃げる。飛翔技術は割合高い方で、灯火にもやってくる。
顎が小さく弱いため、あまり堅い葉を喰うことが出来ず、もっぱら新芽や蕾、花、若い実などを食べている。このように消化の良い部分を喰うよう特化しているため、体の作りが他の草食性直翅よりシンプルで、身軽さの要因となっている。また足が細く長いことや産卵管も短く小さいのも飛翔力を大きくする助けとなっている。
オスは普段生活している食草の上で歩きながら「ピチ・ピチ…」という小さな鳴き声を出す。時折「ジ・ジィ・ジィ・ジィ」という合いの手を入れる。夜も昼も鳴くが夜の方が盛んである。夜間では数匹のオスが枝先に集まってお互いに鳴き競っているのも見られる。
メスが近づくと鳴き方が変わるという。オスはメスに背中を向けながら交尾を促す。メスの尾端に精球が渡されると交尾は完了する。卵が成熟したメスはイネ科やカヤツリグサ科の葉を選んで縁を囓り、産卵管を差し込んで卵を産み付ける。
卵は4月頃孵化し、6回の脱皮を経て6月頃成虫になる。その成虫が産んだ卵は7月頃孵化し、9月にもう一度成虫が見られる。2回目の成虫の産んだ卵はそのまま越冬する。
初齢幼虫は褐色だが、2齢以降は成虫同様鮮やかな緑である。
関東地方以南では年2回発生するが、温暖化により年2回発生地域が北上している。

## 近似種
アシグロツユムシ Phaneroptera nigroantennata
ツユムシに似るが脚が黒い。特にオスは黒い部分が多い。触角は黒く、所々白い帯模様がある。複眼は灰色。（ツユムシは赤い。）前胸背に褐色の縦筋がある。全体の体型はツユムシに同じ。山地の森林縁に普通で、鳴き声はツユムシと異なり、「ジュキー・ジュキー」と鳴く。幼虫は緑、黒、白のまだら模様で、一見目立ちそうだが、日陰の葉の上にいると見事な保護色になる。成虫に近づくにつれまだらは薄くなり、終齢は殆ど成虫と同じ色彩である。食草はツユムシと似通っているが、キイチゴ属の樹上に良くいる。
セスジツユムシ Ducetia japonica
平野部の藪、森林縁に主に生息する。人家近くにも生息し、良く生け垣に絡まった蔓草にいる。名前の通り背面を頭頂から翅端まで貫くように1本の筋が通っている。オスとメスとではこの筋模様に若干違いがあり、慣れないと同種族とは思いにくい。オスは頭部-前胸まで褐色の縁取りのあるオレンジ、羽は褐色、メスはすべて乳白色の筋模様である。オスは夜間、「チッ・チッ・チッ…」と繰り返し、次第にテンポを速め最後に「ジュキージュキージュキー」というような独特の節回しで終える鳴き方をする。ツユムシ属より若干頑丈な体つきで、堅めの葉も喰うことが出来るが、身軽さで劣り、飛び方はあまり上手ではない。メスは短翅型と長翅型があり、短翅型は数十センチしか飛べないが長翅型はオスとほぼ同等の飛翔力を持つ。昼は葉の上で触角と脚をそろえた独特のポーズで「昼寝」をする。
エゾツユムシ Kuwayamaea sapporensis
はじめはセスジツユムシと同属にされたが、メスの亜生殖版の形状の違いなどから別の属になった。色彩の特徴はセスジによく似ていて、背中に縦筋を有するのも一緒であるが、オスの頭部-前胸の線に褐色の縁取りがない。メスは後ろばねが退化していて、日本のツユムシ類では珍しい姿である。オスは夜間だけ鳴き、「ジーチキキッ…」と繰り返し、有る程度繰り返すと鳴き方を変え、「ジィジィツッツッ」と数回繰り返し終わる。この際良く歩き回るが、メスの移動力が劣るため、鳴きながら探しているという説もある。飛翔力はさらに劣り、オスは1-2メートル程度、メスに至っては全く飛べない。東京都と高知県でレッドリストの準絶滅危惧の指定を受けている。
クダマキモドキ（サトクダマキモドキ） Holochlora japonica
平地の森林、樹冠部に棲んでいる。ツユムシの仲間としてはかなり大型、普通種なのだがこのように高いところにいる上、殆ど鳴かない、鳴き声も小さいため弱ったものが地面にいるとき以外はなかなか気づかない虫である。夜間、非常に小さな声で「チ・チ・チ…」と鳴く。メスも似たような声で鳴き返すという。普段はじっとしてやり過ごそうとするところはツユムシに似ている。飛翔技術は非常に高く、巧みに飛んで逃げる点も一緒。山地には非常によく似たヤマクダマキモドキ Sinochlora longifissaがいる。前足が赤みを帯びるほか、複眼の色や模様も異なる。